# IHC Louvain
Pour les articles homonymes, voir IHC.
Le Ice Hockey Club Louvain est un club de hockey sur glace de Louvain en Belgique. 
Le club évolue en BeNe League.

## Historique
1993: Fondation du club.

## Palmarès
- Championnat de Belgique (1): 2005.